# Renault gamme G
Le Renault gamme G est un camion de distribution fabriqué à Blainville-sur-Orne par Renault Véhicules industriels à partir de 1980.
Sa cabine, lancée par Saviem en 1977 avec des moteurs à cinq ou six cylindres puis, un an plus tard, par Berliet, est la version large de celle de la gamme J.
Les camions de la gamme G sont équipés d'un moteur diesel 6 cylindres MID 06.20.45 de 9,8 litres et de 182 à 338 chevaux, d'une boîte de vitesses manuelle à 9 ou 18 rapports, de suspensions pneumatiques et de freins à air comprimé avec ABS. Il existe des configurations 4x2, 6x2 et 6x4, en camion porteur de 26 tonnes de PTAC et en tracteur avec remorque jusqu'à 44 tonnes de PTRA. La gamme G est aussi utilisée pour des services municipaux.
Il devient le modèle Manager en 1992, puis il est remplacé par le Premium Distribution.

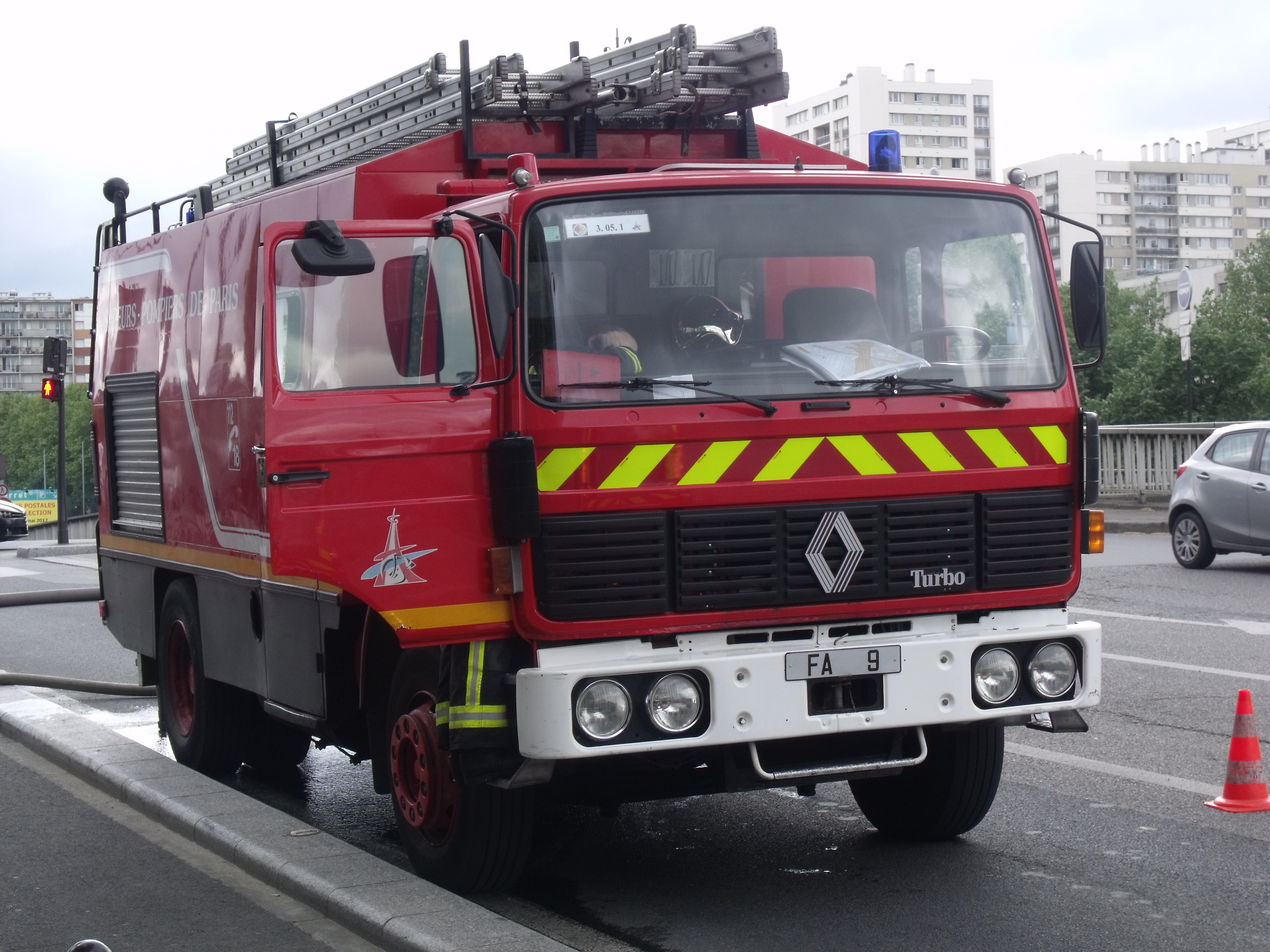
Renault gamme G des sapeurs-pompiers de paris
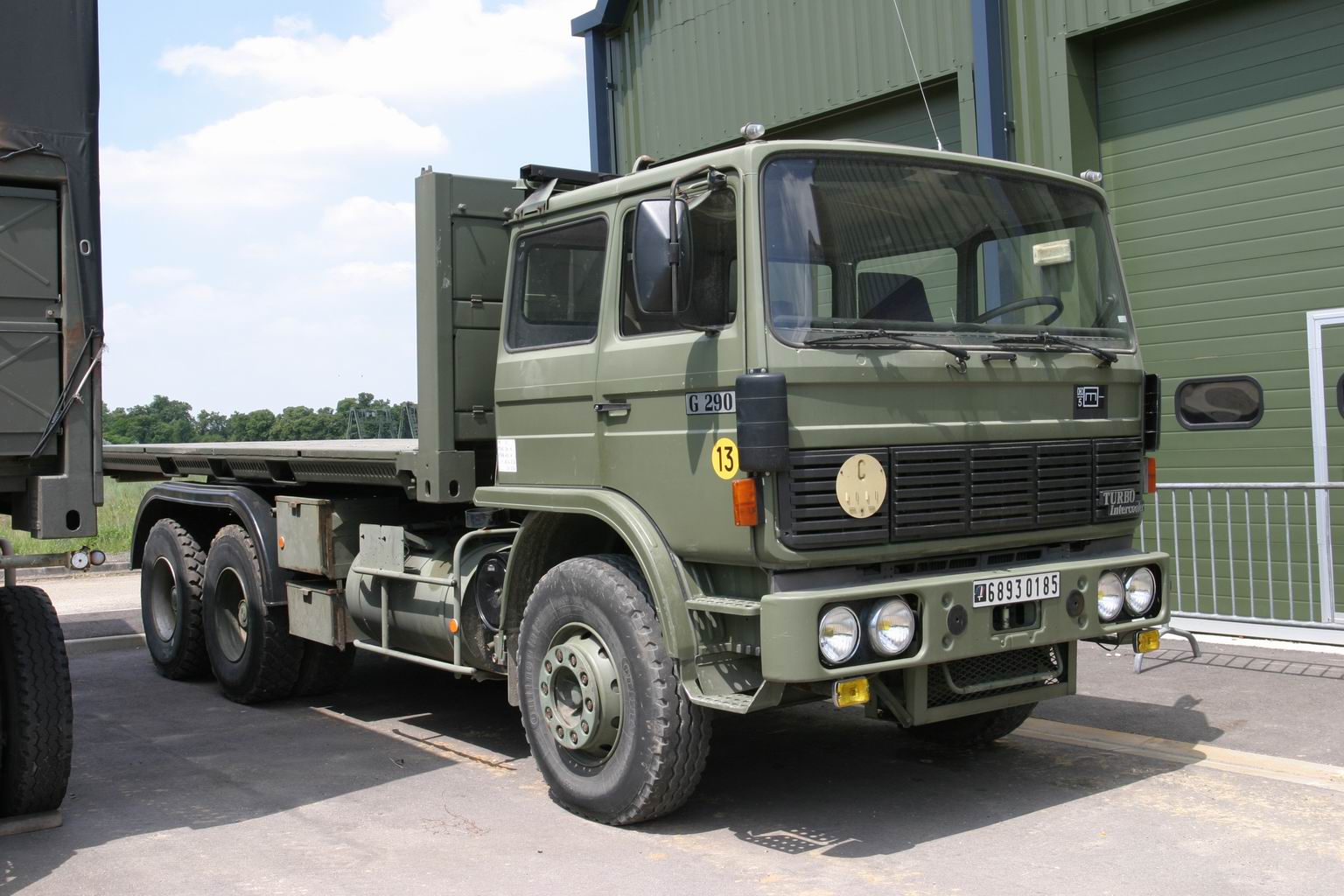
Renault gamme G de l'armée française
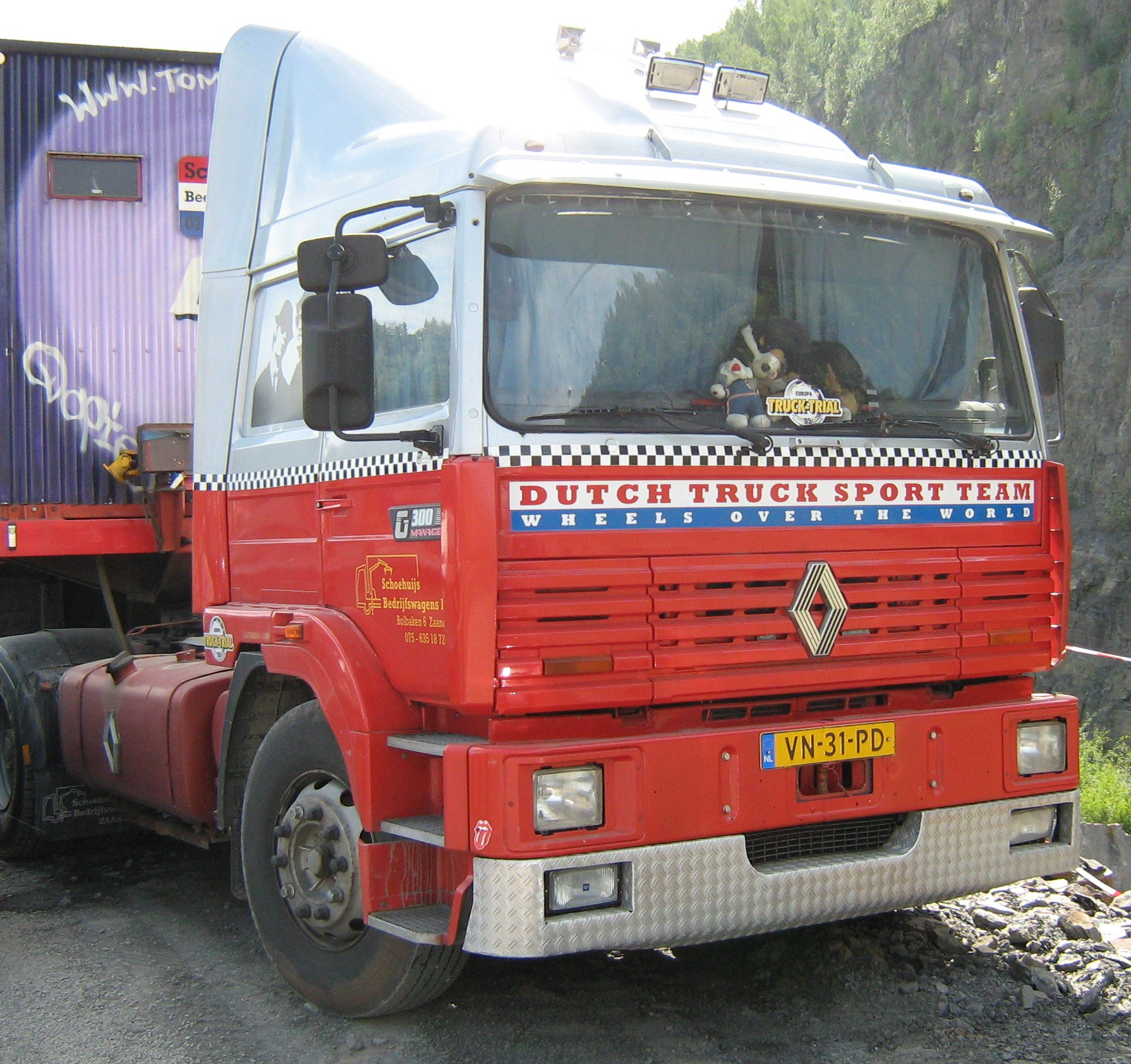
Renault Manager